# La Couleur de l'arnaque
Pour plus de détails, voir Fiche technique et Distribution.
La Couleur de l'arnaque (The Great White Hype) est un film américain de Reginald Hudlin sorti en 1996.

## Synopsis
Jamais vaincu sur le ring, le champion de boxe James Roper se retrouve face à des adversaires en dessous de sa taille, ce qui fait chuter sa carrière. Pour l'aider à se refaire un nom, son manager, le révérend Sultan décide d'organiser une rencontre avec Terry Conklin...

## Fiche technique
- Titre original : The Great White Hype
- Réalisation : Reginald Hudlin
- Scénario : Tony Hendra et Ron Shelton
- Directeur de la photographie : Ron Garcia
- Montage : Earl Watson
- Musique : Marcus Miller
- Costumes : Ruth Carter
- Décors : Charles Rosen
- Production : Fred Berner et Joshua Donen
- Genre : Comédie
- Pays :  États-Unis
- Durée : 91 minutes
- Date de sortie :
  - États-Unis : 3 mai 1996

## Distribution
- Samuel L. Jackson (VF : Med Hondo) : le révérend Fred Sultan
- Damon Wayans (VF : Lionel Henry) : James « The Grim Reaper » Roper
- Jeff Goldblum (VF : Edgar Givry) : Mitchell Kane
- Peter Berg (VF : Jean-François Vlérick) : Terry « Irish » Conklin
- Corbin Bernsen (VF : Max André) : Peter Prince
- Jon Lovitz (VF : Luc Florian) : Sol
- Cheech Marin (VF : Gérard Hernandez) : Julio Escobar
- John Rhys-Davies (VF : Michel Vocoret) : Johnny Windsor
- Salli Richardson-Whitfield (VF : Pascale Vital) : Bambi
- Jamie Foxx (VF : Vincent Ropion) : Hassan El Ruk'n
- Rocky Carroll (VF : Jean-Louis Faure) : Artemus St. John Saint
- Albert Hall (VF : Joël Martineau) : le manager de Roper
- Michael Jace (VF : Bruno Dubernat) : Marvin Shabazz

 Source et légende : version française (VF) sur RS Doublage

## À noter
Le concept du film, un champion de boxe invaincu qui perd de sa réputation, sera réutilisé notamment dans Rocky Balboa (2006).